# Bråda dagar
Bråda dagar är ett album från 2006 med reggaegruppen Kalle Baah. Det är gruppens första skiva på svenska på 21 år, och den första över huvud taget sedan Soon Come 1995.
Första singeln från albumet blev "Billie Rude Boy", en remake på Bob Marleys "Soul Captives" där texten handlar om orten Skärblacka utanför Norrköping där många arbetar på pappersbruket. På skivan medverkar sångaren Governor Andy, dels på "Billie Rude Boy" och dels på "Bulleribock", som även finns med på hans eget album Som Salomos sång från samma år.

## Låtlista
1. "Falska löften" - 4:19
2. "Vill hem" - 3:55
3. "Billie Rude Boy" - 3:32
4. "Årets mörka tid" - 3:45
5. "Ny hjälte" - 3:23
6. "Karucellen" - 3:42
7. "Tvivlan" - 3:52
8. "Imorgon blir idag igår" - 3:46
9. "Bulleribock" - 4:14
10. "Holger" - 3:49
11. "Inget emot" - 3:27
12. "Inget emot dub" - 3:27
13. "Tvivlan dub" - 4:14